# És mégis élünk
Az És mégis élünk Somogyváry Gyula magyar író, költő regénye, mely a Rongyos Gárdáról és harcai által kikényszerített 1921. december 14-én megtartott soproni népszavazásról szól, amelyen a város polgárai a Magyar Királysághoz tartozásuk mellett döntöttek. Hálából a város megkapta a Civitas fidelissima (leghűségesebb város) címet.
A könyv egy kitalált személy, Dersy Géza katona-főhadnagy szemével követi az eseményeket.

## Cselekménye
|  | Alább a cselekmény részletei következnek! |

A kerettörténetet egy, az „író” által egy vonaton véletlenül kihallgatott beszélgetés adja, mely vélhetően Dersy Géza és egy ismerőse közt folyik Dersy testvéréről, a háborús hős és régóta eltűnt Dersy Péterről. Géza közli az örömhírt, hogy Péter, akinek egy reménytelen ütközetbe kellett  ellovagolnia, nem halt meg, hazajött. Géza elbeszéli Péter hazakerülésének történetét, egészen attól kezdve, hogy a háborúban eltűnt testvért elsiratta, és hazajött a frontról.
Az elbeszélés tartalma pedig a következő:
Désy Géza hazajön, és találkozik Évával, az árva lánnyal, akit Péter a nyomorból mentett meg azáltal, hogy név- és távházasságot kötött vele, mielőtt a halálos ütközetbe elment. Éva csak fényképről ismeri Pétert, de rajongva szereti, környezete aggodalma ellenében (hogy megőrül), valóban az őrülettel határos módon várja haza, és nem hajlandó „halálát” elfogadni. Géza hozzá, az „ángyikához” költözik, akit egy jólelkű, idős nőrokona segít. Géza ügyei intézése közben ismerkedik meg Kászony Jóskával, a délibábos „iridentával”, a Trianon utáni nyomorba döntött Budapesttel, illetve saját gyermekkori szerelmével, Violával (becenevén Olavi), akivel házasságot tervez. A házasságot többször kitűzik, azonban Géza katonai kötelezettségei miatt mindig el kell halasztani. A legutolsó ilyen kötelezettsége tolmácsként szerepelni Sopron és Nyugat-Magyarország antant bizottságnak való átadásánál.
Géza itt lesz szemtanúja annak a felemelő eseménysorozatnak, melynek során sikerül az antant és az eredetileg vesztes, de vele immár szövetséges, a félkommunista Schober kancellár vezette Ausztria ördögi tervét, Magyarország újabb végzetes megcsonkítását megakadályozni. Szemtanúként számol be egy olyan rég elmúlt korról, mikor a hazájukért tenni nem rest és nem félő, a szomszédai álérzékenysége helyett saját népe érzékenységére is tekintettel lévő katonák, mint Ostenburg-Moravek Gyula, Prónay Pál és Héjjas Iván, illetve reálpolitikusok, mint gróf Bethlen István, és a Kászony Jóskákhoz hasonló délibábos álmodozók, ravasz együttműködése és az őket egyöntetűen támogató magyar nép összefog, hogy az ország külső és belső ellenségeit – a másságtisztelet és tolerancia elveinek maradéktalan betartásával, de a magyar népre is érvényesnek gondolva – a maguk helyére rakja. Amikor egyetemisták, gazdalegények, veterán frontkatonák, volt különítményesek, magyarok, németek, horvátok, szerbek, kunok, székelyek fogtak fegyvert, nem tűrve az antant „banditázását”, harcoltak az országrész megmaradásáért. Amikor egy országos érdekű népszavazáson (Sopron, 1921. december 14.) a nép nem volt rest és méltóztatott azon megjelenni, és saját érdekeinek megfelelően szavazni, figyelmen kívül hagyva a gyáva és sorsrontó – a szerző kifejezésével élve – „vörös agitátorok” propagandáját.
A regény és a mögötte lévő események antitézisei „a magyar mindig vesztes” és hasonló önsorsrontó véleményeknek. A Rongyosgárda, felszereletlensége, szorongatott hadi és politikai helyzete dacára fényes győzelmeket arat, üde színfoltként a tragédiáktól hemzsegő huszadik századi magyar történelemben.
A regény egyéb szálai is happy enddel végződnek. Péter végül hazakerül, s bár vagyonát elveszti, ennek ellenére boldogan élnek Évával. Géza pedig végül feleségül veheti Violát.
|  | Itt a vége a cselekmény részletezésének! |